# Primera División 1942-1943 (Spagna)
La Primera División 1942-1943 è stata la 12ª edizione della massima serie del campionato spagnolo di calcio, disputata tra il 27 settembre 1942 e il 4 aprile 1943 e concluso con la vittoria dell'Athletic Bilbao, al suo quinto titolo.
Capocannoniere del torneo è stato Mariano Martín (Barcellona) con 32 reti.

## Classifica finale
|  | Pos. | Squadra             | Pt | G  | V  | N  | P  | GF | GS | DR  |
|  | ---- | ------------------- | -- | -- | -- | -- | -- | -- | -- | --- |
|  | 1.   | Athletic Bilbao     | 36 | 26 | 16 | 4  | 6  | 73 | 38 | +35 |
|  | 2.   | Siviglia            | 33 | 26 | 15 | 3  | 8  | 63 | 47 | +16 |
|  | 3.   | Barcellona          | 32 | 26 | 14 | 4  | 8  | 77 | 50 | +27 |
|  | 4.   | Castellón           | 31 | 26 | 13 | 5  | 8  | 41 | 43 | -2  |
|  | 5.   | Celta Vigo          | 30 | 26 | 14 | 2  | 10 | 52 | 50 | +2  |
|  | 6.   | Real Oviedo         | 28 | 26 | 12 | 4  | 10 | 53 | 63 | -10 |
|  | 7.   | Valencia            | 27 | 26 | 10 | 7  | 9  | 58 | 45 | +13 |
|  | 8.   | Atlético Aviación   | 27 | 26 | 11 | 5  | 10 | 54 | 44 | +10 |
|  | 9.   | Deportivo La Coruña | 26 | 26 | 7  | 12 | 7  | 35 | 32 | +3  |
|  | 10.  | Real Madrid         | 25 | 26 | 10 | 5  | 11 | 52 | 50 | +2  |
|  | 11.  | Español             | 24 | 26 | 9  | 6  | 11 | 45 | 51 | -6  |
|  | 12.  | Granada             | 22 | 26 | 9  | 4  | 13 | 56 | 68 | -12 |
|  | 13.  | Saragozza           | 13 | 26 | 2  | 9  | 15 | 25 | 57 | -32 |
|  | 14.  | Real Betis          | 10 | 26 | 2  | 6  | 18 | 28 | 74 | -46 |

Legenda:
      Campione di Spagna.
  Partecipa agli spareggi interdivisionali.
      Retrocesse in Segunda División 1943-1944.
Regolamento:
Due punti a vittoria, uno a pareggio, zero a sconfitta.
In caso di arrivo di due o più squadre a pari punti, la graduatoria verrà stilata secondo la classifica avulsa tra le squadre interessate che prevede, in ordine, i seguenti criteri:
- Punti negli scontri diretti.
- Differenza reti negli scontri diretti.
- Differenza reti generale.
- Reti realizzate in generale.

## Spareggi

### Spareggi interdivisionali
|         | Risultati |                 | Luogo e data               |
| ------- | --------- | --------------- | -------------------------- |
| Granada | 2-0       | Real Valladolid | Madrid, 18 aprile 1943     |
| Español | 2-1       | Sporting Gijón  | Barcellona, 18 aprile 1943 |
|         |           |                 |                            |

## Statistiche

### Squadre

#### Capoliste solitarie
|    | —— | —— | —— | —— | —— | —— | ——              | —— | ——  | ——  | ——  | ——  | ——  | ——  | ——  | ——  | ——  | ——  | ——  | ——  | ——  | ——  | ——  | ——  | ——  | —— |  |
|    |    |    |    |    |    |    | Athletic Bilbao |    |     |     |     |     |     |     |     |     |     |     |     |     |     |     |     |     |     |    |  |
|    |    |    |    |    |    |    |                 |    |     |     |     |     |     |     |     |     |     |     |     |     |     |     |     |     |     |    |  |
|    |    |    |    |    |    |    |                 |    |     |     |     |     |     |     |     |     |     |     |     |     |     |     |     |     |     |    |  |
| 1ª | 2ª | 3ª | 4ª | 5ª | 6ª | 7ª | 8ª              | 9ª | 10ª | 11ª | 12ª | 13ª | 14ª | 15ª | 16ª | 17ª | 18ª | 19ª | 20ª | 21ª | 22ª | 23ª | 24ª | 25ª | 26ª |    |  |

#### Primati stagionali
- Maggior numero di vittorie: Athletic Bilbao (16)
- Minor numero di sconfitte: Athletic Bilbao (6)
- Migliore attacco: Barcellona (77 reti segnate)
- Miglior difesa: Deportivo (32 reti subite)
- Miglior differenza reti: Athletic Bilbao (+35)
- Maggior numero di pareggi: Deportivo (12)
- Minor numero di pareggi: Celta Vigo (2)
- Maggior numero di sconfitte: Betis (18)
- Minor numero di vittorie: Saragozza, Betis (2)
- Peggior attacco: Saragozza (25 reti segnate)
- Peggior difesa: Betis (74 reti subite)
- Peggior differenza reti: Betis (-46)